# Charles Mercereau
Charles Alphonse Mercereau, né le 10 décembre 1822 à Rochefort et mort le 22 mars 1864 à Paris 14e, est un dessinateur et imprimeur-lithographe français.

## Biographie
Fils d'un sous-inspecteur de la Marine en poste à Rochefort, ville où Charles Alphonse Mercereau devient ingénieur de l'École des arts et manufacture locale. Doué pour le dessin, il se retrouve dans l'administration navale, affecté dans sa ville natale. En 1853, il démissionne de ses fonctions, et fonde une imprimerie à Rochefort, au 67 rue de l'Arsenal, proposant des travaux lithographiques, en rachetant le fonds de la maison Duguet et en ayant pour parrain le lithographe Charles Léo Sermet. Il revend son commerce en avril 1856 et monte sur Paris, où il possède de nombreux clients,,.
Installé dans la capitale, marié, il poursuit alors une production artistique abondante sous la forme de dessins de paysage et d'architecture exécutés d'après nature, et centrée sur les Pyrénées et le Sud-Ouest. Elle prend la forme d'albums lithographiés, dont certains sont publiés par l'éditeur de La France de nos jours, où l'on retrouvent F. Sinnett, d'origine britannique (Paris 1er), et l'imprimerie Frick Frères (Paris 5e), et d'autres artistes comme Léon Auguste Asselineau.
Âgé de 41 ans, revenant d'un voyage en Allemagne d'où il rapportait des dessins, Mercereau meurt des suites d'une fièvre typhoïde au 84 boulevard du Montparnasse. Le Salon de 1864 lui rend hommage en exposant deux de ses dessins.

## Albums publiés
- Pyrénées en miniature, Bagnères-de-Bigorre, Sajous, 1858.
- La France de nos jours. Promenades dans les Pyrénées. Vues, sites, costumes et mœurs les plus remarquables de ce pays intéressant —  Souvenirs des Basses-Pyrénées avec Charles Maurice [texte], 3 albums, Paris, Becquet frères et F. Sinett, 1858.
- Ponts et cascades des Pyrénées, Paris, F. Sinett, 1860.
- Rochefort et ses environs. Album oblong de 14 lithographies en couleurs, Sans Lieu Ni Date (vers 1860). Paris Mercereau éditeur, et Rochefort Armand Giraud. Imprimerie de Frick..

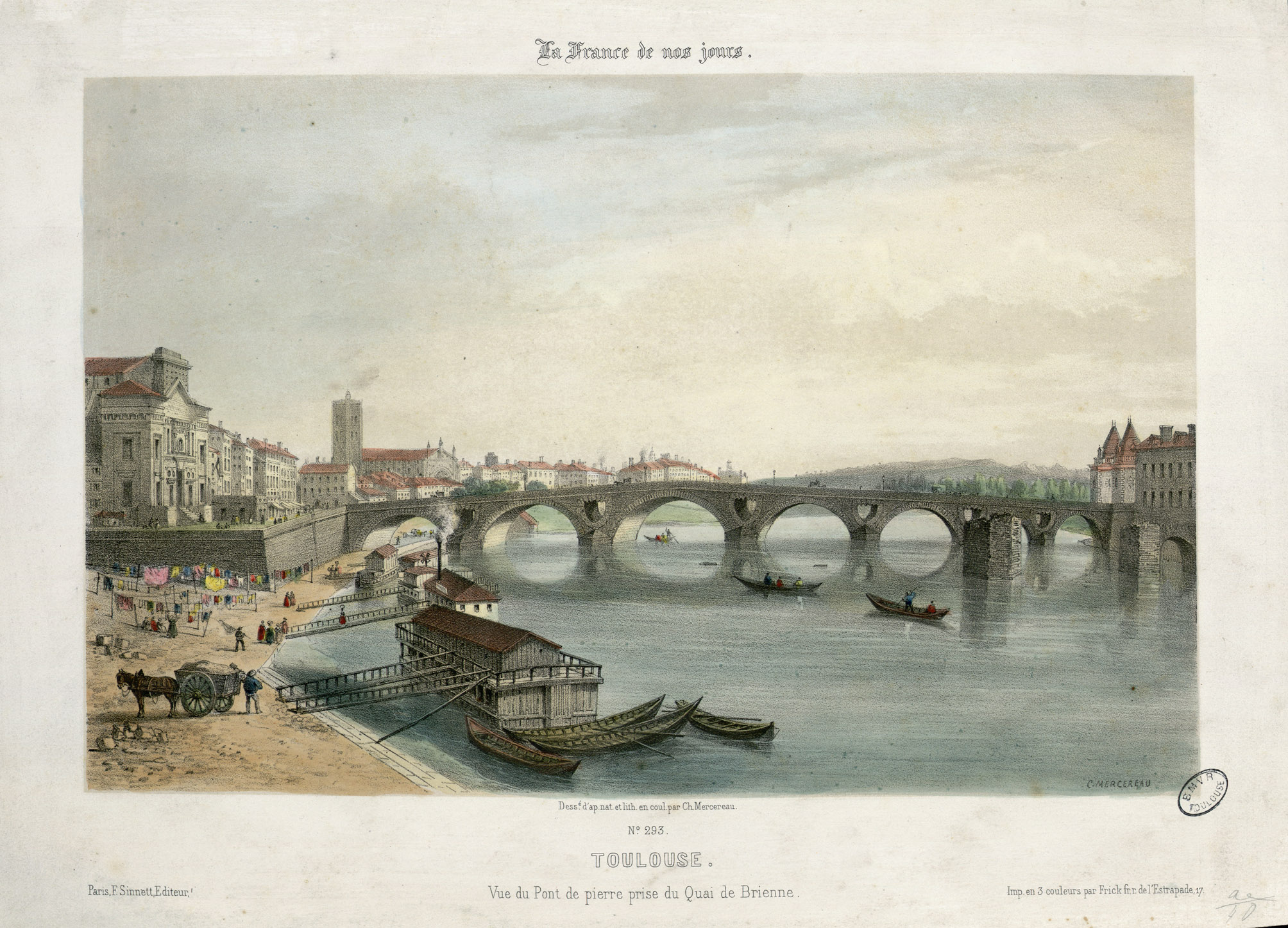
Toulouse - Vue du Pont de pierre prise du Quai de Brienne, Fonds Ancely
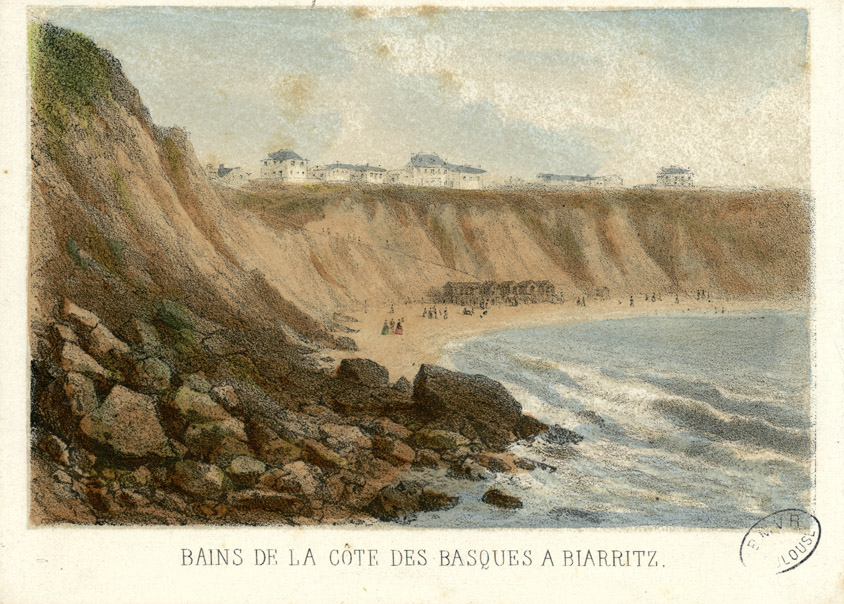
Bains de la Côte des Basques à Biarritz, Fonds Ancely